# Kurmanyi
El kurdo kurmanyi (en kurmanyi: Kurmancî, que significa «kurdo»), también denominado kurdo norteño, es el dialecto septentrional de los idiomas kurdos, que se habla principalmente en el sudeste de Turquía, el noroeste y el noreste de Irán, el norte de Irak, el norte de Siria y las regiones del Cáucaso y Jorasán. Es la forma más hablada de kurdo y también la lengua materna de otras minorías étnicas del Kurdistán, como armenios, chechenos, circasianos y búlgaros.
El primer registro textual de kurdo kurmanyi se remonta aproximadamente al siglo XVI y muchos poetas kurdos prominentes como Ehmedê Xanî (1650-1707) también escribieron en este dialecto. El dialecto kurmanyi también es el dialecto franco y ceremonial de los yazidíes. El libro sagrado de los yazidíes, el Mishefa Reş y todas sus oraciones están en lengua kurmanyi, que algunos yazidíes llaman lengua ezdîkî

## Fonología
Las características fonológicas del kurmanyi incluyen la distinción entre consonante oclusiva aspiradas y no aspiradas (tenues) y la presencia de fonemas facultativos. Es decir, /p/ se distingue de /pʰ/, /t/ de /tʰ/, /k/ de /kʰ/, /q/ de /qʰ/, y la africada /t͡ʃ/ de /t͡ʃʰ/.

## Continuum dialectal
El kurmanyi forma un continuum dialectal de gran variabilidad. En términos generales, se pueden distinguir seis áreas de subdialectos:
- Kurmanyi del noroeste, hablado en las provincias de Kahramanmaraş (en kurmanyi: Meraş), Malatya (Meletî) y Sivas (Sêwaz) de Turquía.
- Kurmanyi del sudoeste, hablado en las provincias de Adiyaman (Semsûr), Gaziantep (Entab) y Şanlıurfa de Turquía y en la gobernación de Alepo de Siria.
- Kurmanyi norteño o kurdo serhed, hablado principalmente en las provincias de Turquía Ağrı (Agirî), Erzurum (Erzerom) y Muş (Mûş), así como en las áreas adyacentes.
- Kurmanyi sureño, hablado en la gobernación de Hasaka en Siria, el distrito de Sinjar en Irak, y en varias partes adyacentes de Turquía centradas en las provincias de Mardin y Batman.
- Kurmanyi del sudeste o badînî, hablado en la provincia de Hakkâri de Turquía y en la gobernación de Duhok y partes de la gobernación de Erbil del Kurdistán iraquí. Este dialecto es el más distintivo de todos.[27]
- Kurmanyi anatólico, hablado en el centro de la península de Anatolia, especialmente en Konya, Ankara y Aksaray.

### Ezdîkî y la política yazidí
Entre algunos yazidíes, el glotónimo ezdîkî se usa para referirse al kurmanyi, en un intento de borrar su afiliación a los kurdos. Si bien el ezdîkî no es diferente del kurmanyi, estos esfuerzos defienden la idea de que el ezdîkî es un idioma independiente y semítico. Esto ha sido criticado por no estar basado en evidencia científica y carecer de consenso científico.
El 25 de enero de 2002, Armenia ratificó la Carta Europea de las Lenguas Minoritarias o Regionales, situando al kurdo bajo protección estatal. Sin embargo, debido a la dividida comunidad  de yazidíes en Armenia y después de fuertes críticas de partes de la comunidad, las autoridades decidieron ratificar la carta mencionando tanto al kurdo como al yezidi como dos idiomas separados. Esto dio como resultado que el término Êzdîkî fuera utilizado por algunos investigadores al profundizar en la cuestión de las lenguas minoritarias en Armenia, ya que la mayoría de los hablantes de kurdo en Armenia son del grupo yazidí. Como consecuencia de este movimiento, las universidades armenias ofrecen cursos de idiomas en kurmanyi y Êzdîkî como dos dialectos diferentes.